# Liriomyza nordica
Liriomyza nordica är en tvåvingeart som beskrevs av Spencer 1969. Liriomyza nordica ingår i släktet Liriomyza och familjen minerarflugor.
Artens utbredningsområde är Alaska. Inga underarter finns listade i Catalogue of Life.